# Ciulnița
Ciulniţa é uma comuna romena localizada no distrito de Ialomiţa, na região de Muntênia. A comuna possui uma área de 68.46 km² e sua população era de 2506 habitantes segundo o censo de 2007.